# НБА драфт 2020.
НБА драфт 2020. је одржан 18. новембра 2020. године. Првобитно је требало да буде одржан у Барклајс Центру у Бруклину у јуну, али је уместо тога спроведен у објектима ЕСПН-а у Бристолу, Конектикат, а манифестација је одржана преко видеоконференције. Тимови Националне кошаркашке асоцијације (НБА) су имали у избору кошаркаше америчког колеџа и других играча, укључујући интернационалне играче. Емитовано је национално на ЕСПН-у. Овај драфт био је први драфт од 1975. који није одржан у јуну. Са првим пиком Минесота Тимбервулвси су изабрали Ентони Едвардса из Џорџије.

## Драфт избори
| Рунда | Пик | Играч           | Позиција             | Држављанство              | Тим                   | Колеџ/Тим       |
| ----- | --- | --------------- | -------------------- | ------------------------- | --------------------- | --------------- |
| 1     | 1.  | Ентони Едвардс  | Бек                  | Сједињене Америчке Државе | Минесота Тимбервулвси | Џорџија         |
| 1     | 2.  | Џејмс Вајзман   | Центар               | Сједињене Америчке Државе | Голден Стејт Бориорси | Мемфис          |
| 1     | 3.  | Ламело Бол      | Плејмејкер           | Сједињене Америчке Државе | Шарлот Хорнетси       | Илаваре Хокс    |
| 1     | 4.  | Патрик Вилијамс | Крило                | Сједињене Америчке Државе | Чикаго Булси          | Флорида Стејт   |
| 1     | 5.  | Ајзек Окоро     | Крило                | Сједињене Америчке Државе | Кливленд Кавалиерси   | Оберн           |
| 1     | 6.  | Оњека Оконгву   | Крилни центар        | Сједињене Америчке Државе | Атланта Хокси         | УСЦ             |
| 1     | 7.  | Килијан Хејс    | Плејмејкер           | Француска                 | Детроит Пистонси      | Улм             |
| 1     | 8.  | Оби Топин       | Крилни центар        | Сједињене Америчке Државе | Њујорк Никси          | Дејтон          |
| 1     | 9.  | Дени Адвија     | Крило                | Израел                    | Вашингтон Визардси    | Макаби Тел Авив |
| 1     | 10. | Џејлен Смит     | Крилни центар/Центар | Сједињене Америчке Државе | Финикс Санси          | Мериленд        |